# The Seventh Seal (álbum)
The Seventh Seal é o terceiro álbum do músico Rakim, lançado com dez anos de diferença do álbum anterior, após sucessivos adiamentos pela editora do próprio Rakim, a Ra Records.
| Críticas profissionais                                                      | Críticas profissionais |
| Avaliações da crítica                                                       | Avaliações da crítica  |
| Fonte                                                                       | Avaliação              |
| --------------------------------------------------------------------------- | ---------------------- |
| About.com                                                                   | [ 1 ]                  |
| Allmusic                                                                    | (favorável)            |
| The A.V. Club                                                               | (C)                    |
| Los Angeles Times                                                           | [ 4 ]                  |
| Pitchfork Media                                                             | (5.6/10)               |
| PopMatters                                                                  | (4/10)                 |
| Slant                                                                       | [ 7 ]                  |
| Spin                                                                        | [ 8 ]                  |
| Time Out                                                                    | [ 9 ]                  |
| Village Voice                                                               | (mixed)                |
| Esta tabela precisa de ser acompanhada por texto em prosa. Consulte o guia. |                        |

## Faixas
1. How To Emcee
2. Walk These Streets (com Maino)
3. Documentary Of A Gangsta (com IQ)
4. Man Above (com Tracey Horton)
5. You & I (com Samuel Christian)
6. Won't Be Long (com Tracey Horton)
7. Holy Are U
8. Satisfaction Garanteed
9. Working For You
10. Message In The Song (com Destiny Griffin)
11. Put It All To Music
12. Psychic Love
13. Still In Love
14. Dedicated
15. Euphoria (com Styles P, Jadakiss & Busta Rhymes) (Faixa bónus exclusiva através de www.rakim.com, apenas para os compradores do álbum.)